# Mechanika molekularna
Mechanika molekularna – metoda chemii obliczeniowej wykorzystującą mechanikę klasyczną do modelowania układów molekularnych. Energia potencjalna każdego rozpatrywanego systemu jest wyznaczana za pomocą odpowiedniego pola siłowego. Mechanika molekularna może zostać użyta zarówno do badania prostych cząsteczek, jak i złożonych biomolekuł oraz układów nanotechnologicznych zbudowanych z milionów atomów.
Poniżej przedstawiono podstawowe cechy pełnoatomowych metod mechaniki molekularnej:
- Każdy atom jest symulowany jako pojedyncza cząstka
- Każda cząsteczka ma przypisany określony promień (zwykle jest nim promień van der Waalsa), polaryzowalność i ustalony ładunek przypisany na podstawie pomiarów doświadczalnych lub obliczeń teoretycznych chemii kwantowej
- Wiązania chemiczne traktowane są jako oscylatory harmoniczne

Istnieje wiele odstępstw od zaprezentowanego schematu. Wiele modeli zakłada wykorzystanie „atomów zjednoczonych”, w ramach których grupy metylowa oraz metylenowa są reprezentowane jako pojedyncze atomy; obecnie jednak dąży się do tworzenia pełnoatomowych reprezentacji symulowanych układów. Jednakże z powodu bardzo dużego rozmiaru cząsteczek podejście takie nadal stosowane jest w przypadku biopolimerów, przykładowo bardzo często reszty aminokwasowe w białkach przybliżane są za pomocą jedynie czterech atomów.

## Sposób realizacji

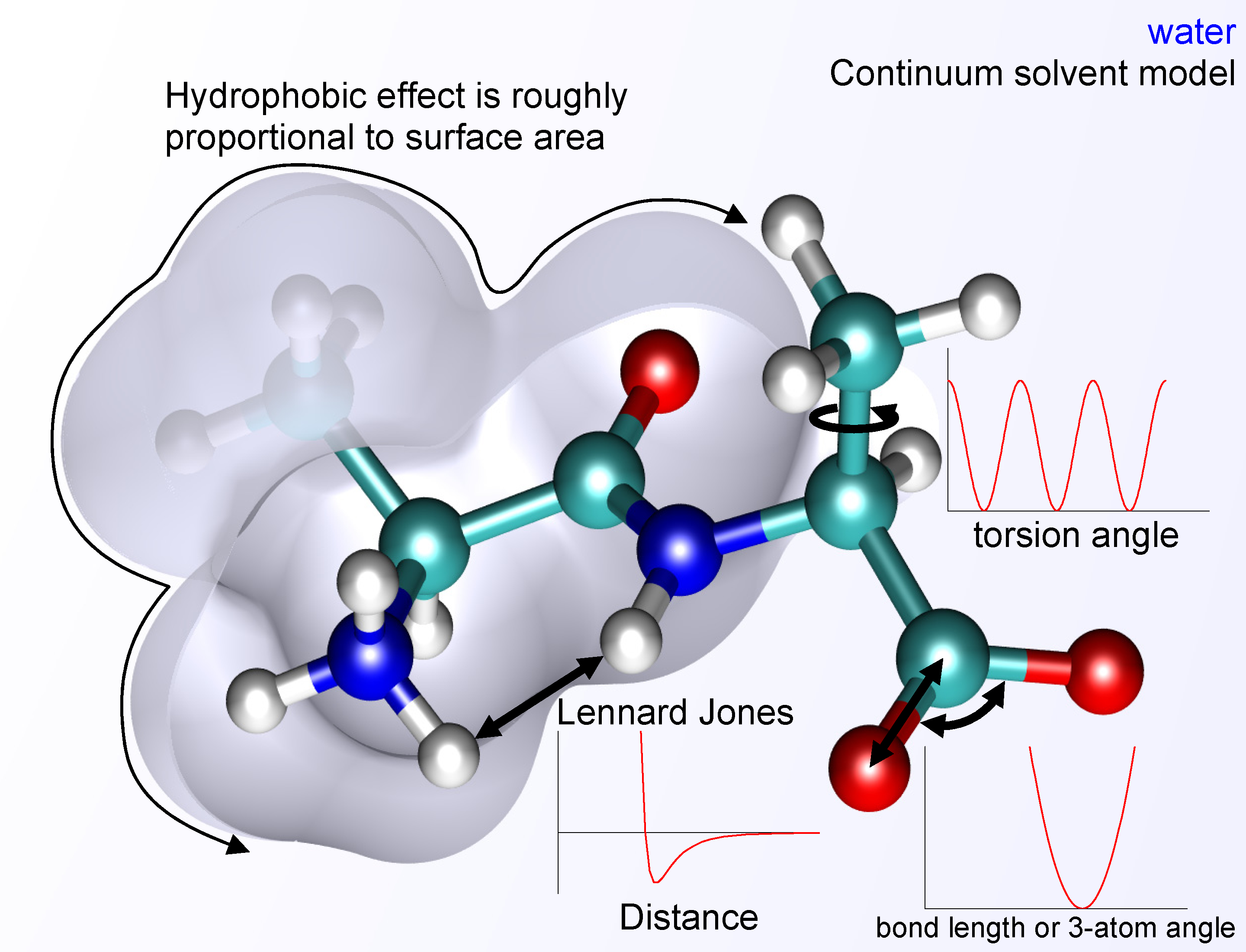
Funkcja potencjału w mechanice molekularnej dla modelu ciągłego rozpuszczalnika.

Cała energia badanego układu obliczana jest przy pomocy funkcji potencjału nazywanej polem siłowym. Energia wyznaczana jest dla każdej konformacji i jest ona sumą kilku niezależnych wyrażeń:
{\displaystyle E=E_{\text{kowalencyjna}}+E_{\text{niekowalencyjna}}}
gdzie wkłady od energii kowalencyjnej i niekowalencyjnej dane są następującymi wyrażeniami
{\displaystyle E_{\text{kowalencyjna}}=E_{\text{wiazanie}}+E_{\text{kat}}+E_{\text{dihedral}}}
{\displaystyle E_{\text{niekowalencyjna}}=E_{\text{elektrostatyczna}}+E_{\text{van der Waals}}}
Dokładna forma wyrażenia na energię potencjalną jest zależna od wyboru pola siłowego oraz zależy od wyboru programu komputerowego wykorzystywanego do przeprowadzenia obliczeń. W ogólności udziały pochodzące od długości wiązań i kątów pomiędzy nimi są wyznaczane na podstawie przybliżenia oscylatora harmonicznego wycentrowanego na długości równowagowej wiązania. Długości te wyznaczane są za pomocą pomiarów doświadczalnych lub wyznaczane teoretycznie przy pomocy znacznie dokładniejszych metod ab-initio, traktujących cząsteczki jako układy całkowicie kwantowe. Dla dokładnego wyznaczenia energii oscylacyjnej można wykorzystać potencjał Morse'a jednakże wiąże się to ze znacznym przyrostem złożoności obliczeniowej. Ponieważ funkcje przybliżające energię torsyjną posiadają zwykle kilka ekstremów to nie mogą zostać przedstawione za pomocą potencjału o charakterze paraboli. Zamiast tego często stosowane są człony wykorzystujące funkcje trygonometryczne.
Wkłady od członów niewiążących są znacznie bardziej kosztowne obliczeniowo. Jest to intuicyjnie zrozumiałe, ponieważ każdy atom tworzy wiązania jedynie z kilkoma pobliskimi atomami natomiast jest w stanie oddziaływać w sposób niewiążący ze znacznie większą liczbą innych atomów. Jednak człony opisujące oddziaływania van der Waalsa wraz z narastającą odległością szybko tracą znaczenie. Zazwyczaj są one symulowane przy użyciu potencjału Lennarda-Jonesa o wykładnikach „6–12”, co oznacza, że siła przyciągająca do siebie atomy słabnie poprzez przestrzeń proporcjonalnie do r−6, siła odpychająca natomiast słabnie proporcjonalnie do r−12, gdzie r wyznacza odległość pomiędzy atomami. Zazwyczaj wprowadza się określony promień odcięcia dla potencjału by przyśpieszyć obliczenia – po przekroczeniu tego arbitralnie ustalonego dystansu zakłada się, że oddziaływania zanikają.
Wkłady od oddziaływań elektrostatycznych są trudne do precyzyjnego obliczenia z uwagi na dalekosiężny charakter oraz znaczenie dla globalnej topologii cząsteczek (zwłaszcza białek). Podstawowym członem służącym do wyznaczania energii elektrostatycznej jest potencjał kulombowski słabnący z odległością proporcjonalnie do r−1. Do rozwiązania kwestii wkładu elektrostatycznego stosuje się wiele metod. Najprostszą z nich jest wprowadzenie promienia odcięcia w sposób analogiczny jak dla oddziaływań van der Waalsa. Jednakże wprowadza to nienaturalny podział na atomy wewnątrz i na zewnątrz tego promienia co prowadzi do znacznych odstępstw od prawdziwego stanu rzeczy. Lepszym pomysłem jest wprowadzenie dodatkowej funkcji skalującej zmieniającej wartość energii elektrostatycznej w zależności od położenia względem promienia odcięcią. Do efektywniejszych, ale bardziej zachłannych obliczeniowo metod należy wykorzystanie sieciowych cząsteczek Ewalda (ang. particle mesh Ewald, PME) oraz algorytmów multipolowych. Jedynym polem siłowym, które bezpośrednio wykorzystuje wszystkie oddziaływania jonowe do obliczania energii molekuły jest QVBMM.

## Zastosowania
Podstawowym zastosowaniem mechaniki molekularnej jest minimalizacja energii cząsteczki poprzez wykorzystanie odpowiedniego pola siłowego oraz algorytmu służącego do znajdowania lokalnych minimów minimum na hiperpowierzchni energii potencjalnej. Często wykorzystywanymi algorytmami metoda gradientu prostego oraz metoda najszybszego spadku. Globalne minimum może zostać odnalezione przy pomocy metod takich jak symulowane wyżarzanie oraz różne implementacje metody Monte Carlo wykorzystującej algorytm Metropolisa. Niezależnie od przyjętej metody zasadniczym celem optymalizacji jest znalezienie zestawu konformacji cząsteczki o najniższej energii. Pole siłowe reprezentuje tutaj jedynie człon entalpowy energii swobodnej Gibbsa. Niestety do przeprowadzenia prawidłowej analizy konformacyjnej danego układu molekularnego wymagane jest także uwzględnienie entropii konformacyjnej, co jest rzadko stosowane w tego rodzaju obliczeniach.

### Różnice pomiędzy mechaniką molekularną a dynamiką molekularną
Główną różnicą pomiędzy tymi metodami obliczeniowymi jest zastosowanie. Dynamika molekularna ma na celu symulowanie ruchów molekuł bądź ich układów chociaż może też być użyta do optymalizacji energii. Mechanika molekularna (MM) ma na celu jedynie znajdowanie minimów energii potencjalnej molekuł. Jednakże MM może znajdować także istotne parametry dynamiczne, takie jak bariery energetyczne pomiędzy konformerami. Zarówno MD, jak i MM są zazwyczaj oparte na podobnych polach siłowych bazujących na mechanice klasycznej, jednakże w przypadku MD czasami stosowane są metody chemii kwantowej takie jak DFT.